# Ilimdar Sajidow
Ilimdar Rizajewycz Sajidow (ukr. Ілімдар Різаєвич Сайідов; ur. 12 kwietnia 1984) – ukraiński, a od 2014 roku rosyjski zapaśnik startujący w stylu wolnym. Zajął ósme miejsce na mistrzostwach Europy w 2009. Piąty w Pucharze Świata w 2009 roku.